# Pyramica cincinnata
Pyramica cincinnata är en myrart som först beskrevs av Kempf 1975.  Pyramica cincinnata ingår i släktet Pyramica och familjen myror. Inga underarter finns listade i Catalogue of Life.